# Bušovce
Bušovce (allemand : Bauschendorf ), (hongrois : Busócz) est un village de Slovaquie situé dans la région de Prešov.

## Histoire
Première mention écrite du village en 1345.

## Démographie

### Évolution de la population
| Année:               | 1994. | 2004.   | 2014.   | 2024.   |
| -------------------- | ----- | ------- | ------- | ------- |
| Nombre de personnes: | 319   | 317     | 308     | 292     |
| Différence:          |       | -0,62 % | -2,83 % | -5,19 % |

| Année:               | 2023. | 2024.   |
| -------------------- | ----- | ------- |
| Nombre de personnes: | 296   | 292     |
| Différence:          |       | -1,35 % |